# 아브두라흐만 파탈리베일리
아브두라흐만 파탈리베일리(아제르바이잔어: Ədrürrəhman bəy Fətəlibəyli 에드뤼레흐만 베이 페텔리베일리, 러시아어: Абдулрахман Фаталибейли, 본명: 아브두라흐만 파탈리베일리두단긴스키(아제르바이잔어: Ədrürrəhman bəy Fətəlibəyli-Düdənginski, 러시아어: Абдулрахман Фаталибейли-Дудангинский, 1908년 6월 12일 러시아 제국 예레반 현 ~ 1954년 1월 16일 독일 뮌헨)는 아제르바이잔의 군인이다.

## 생애
아제르바이잔 나히체반 출신이며 바쿠에 위치한 공립학교, 군사학교를 졸업했다. 레닌그라드로 이주한 이후에 소련 공산당에 가입했고 3년 동안 군사기술학교에 재학했다. 1936년에는 농민과 관련된 거짓 보고를 한 사실이 문제가 되어 소련 공산당에서 제명되었다.
1939년 소련과 핀란드 사이에서 일어난 겨울 전쟁에서 참전했으며 소련 정부로부터 적성훈장을 받았다. 1941년에는 육군 소령 계급을 받았지만 1941년 9월 제2차 세계 대전 의 발트해 전선에서 독일 군대의 포로로 잡혔다. 폴란드에 위치한 포로 수용소에 수감된 이후에는 독일 국방군 에 입대했고 SS국가지도자 보안국 요원으로 기용되었다.
1942년 8월에는 독일 국방군의 아제르바이잔 군단에 가담하면서 캅카스 전선에 참전했고 제804보병대대 아슬란(Aslan), 제807보병사단 이기트(Igit)에서 복무했다. 1945년 제2차 세계 대전의 종전과 함께 미국 전쟁부 산하 전략사무국 요원으로 근무했다. 1948년에는 이집트에서 군사 자문 위원으로 활동하는 한편 제1차 중동 전쟁에서 아랍 국가 진영을 지원했다. 1953년부터 1954년까지  독일 뮌헨에서 자유유럽방송 직원으로 근무했다.